# Otto Langkau

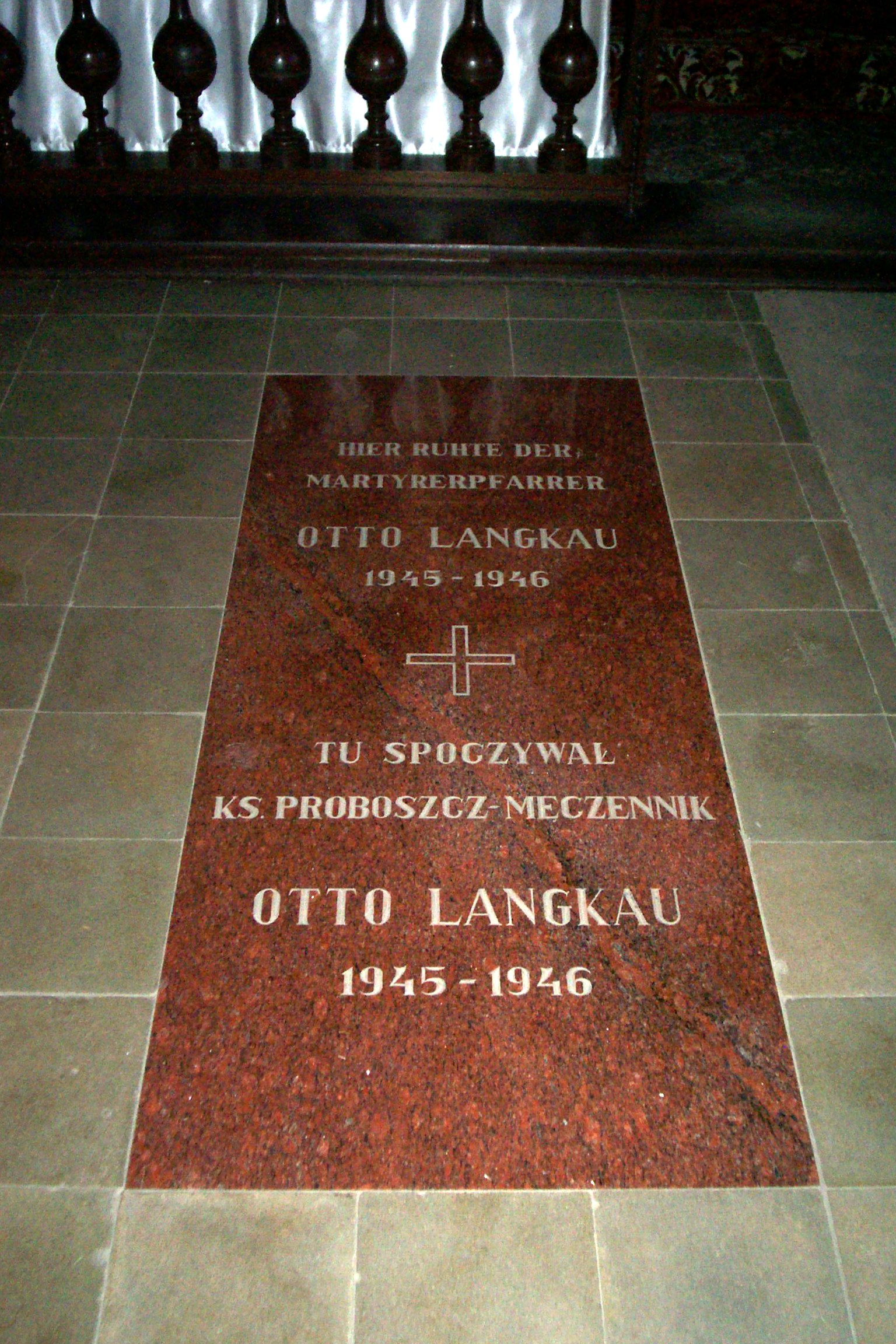
Tablica upamiętniająca czasowe miejsce spoczynku Otto Langkaua w kościele w Bartągu

Otto Langkau (ur. 31 października 1871 w Polejkach, zm. 22 stycznia 1945 w Bartągu) – polski ksiądz katolicki.
Urodzony w miejscowości Polejki na Warmii, po otrzymaniu święceń kapłańskich 8 listopada 1896 roku rozpoczął pracę duszpasterską w rodzinnych stronach.

W latach 1913–45 był duszpasterzem w parafii w Bartągu. Mimo przynależności Warmii do Prus Wschodnich głosił polskie kazania oraz abonował Gazetę Olsztyńską.

Po wkroczeniu Rosjan stał się jedną z pierwszych ofiar mordów Armii Czerwonej na tym terenie. Zginął z rąk żołnierzy radzieckich 22 stycznia 1945 roku.
Nazwisko jego oraz innych ofiar Rosjan umieszczone są na tablicy pamiątkowej w kościele w Bartągu.